# Гере-Северный (кантон)
Гере-Северный (фр. Guéret-Nord) — кантон во Франции, находится в департаменте Крёз (регион Новая Аквитания). Входит в состав округа Гере. Население кантона на 2006 год составляло 8953 человек.
Код INSEE кантона 2319. Всего в кантон Гере-Северный входят 6 коммун, из них главной коммуной является Гере.

## Коммуны кантона
- Ажен (Крёз) — население 1092 чел.
- Гленик — население 592 чел.
- Жуйя (Крёз) — население 454 чел.
- Ладапейр — население 347 чел.
- Сен-Фьель — население 900 чел.